# Будівля готелю «Орослан» (Берегове)
Будівля готелю «Орослан» — історична пам'ятка місцевого значення, яка розташовується у місті Берегове Закарпатської області
.
Розташовується на перехресті вулиць Мукачівської та Площі Героїв. У 19 столітті у готелі «Орослан» зупинявся угорський поет Шандор Петефі, відомий в Угорщині і в усьому світі. У 21 столітті у приміщенні будівлі знаходиться Берегівський угорський національний театр ім. Д. Ійєша. Охоронний номер — 697.

## Історія
Готель «Орослан», назва якого перекладається як «Левовий двір», був заснований у 17 столітті і був першим готелем у місті Берегове.В цей період місто почало активно розвиватись: проводились великі ярмарки, виникали ремісницькі цехи, виникла потреба у наявності готеля в місті. Це була однією з причин популярності закладу. Історичні джерела містять згадки щодо двох відомих відвідувачів готелю: поетів Ференца Казінці та Шандора Петефі. Угорський письменник Ференц Казінці зупинявся у готелі з 20 по 23 серпня 1800 року, а Шандор Петефі в ніч з 12 на 13 липня 1847 року. Подорож на Закарпаття була частиною угоди двадцяти чотирьохрічного поета та редактору журналу «Гозанк». В цей період молодий поет, який відчував потребу в грошових коштах, мав написати «Дорожні листи», у яких би містилась детальна інформація щодо його вражень та різних деталей подорожі на сході Угорщини. Відповідно до укладеного договору, Ш.Петефі мав отримати гонорар. В місто Берегове угорський поет прибув під вечір та саме у цей період написав вірш «Полудень в полі». В той час на першому поверсі будівлі готелю «Орослан» був шинок, а на другому поверсі розміщувались жилі кімнати для постояльців готелю. Історичні джерела майже не містять інформації щодо історії будівлі у 20 столітті. У наш час у приміщенні пам'ятки місцевого значення міститься Берегівський угорський національний театр ім. Д. Ійєша. Трупа театру добре відома в Угорщині, Франції, Росії та Польщі. Керує театральною трупою Атілла Віднянський, актори постійно гастролюють по європейським країнами і беруть участь у фестивалях.

## Архітектура
У будинку колишнього готелю «Орослан» характерні риси архітектурного стилю бароко. Стіни побудовані із цегли та каменю. Дах зроблений із черепиці. Фасад споруди прикрашають ліплення та оборки. Дах будинку міститься на колонах. На стінах будинку знаходяться меморіальні дошки на честь угорських поетів Шандора Петефі та Ференца Казінці, які зупинялись у його приміщеннях.